# Ctenopterella gordonii
Ctenopterella gordonii là một loài thực vật có mạch trong họ Polypodiaceae. Loài này được (S.B. Andrews) Parris mô tả khoa học đầu tiên năm 2007.